# Мало Турчане
Мало Турчане или Мало Турчани (на македонска литературна норма: Мало Турчане; на албански: Turçani i Vogël) е село в Северна Македония, в община Гостивар.

## География
Селото е разположено в областта Горни Полог южно от град Гостивар в южните склонове на Сува гора.

## История
В началото на XIX век Мало Турчане е албанско село в Гостиварска нахия на Тетовска кааза на Османската империя. Според статистиката на Васил Кънчов („Македония. Етнография и статистика“) в 1900 Мало Турчани има 115 жители арнаути мохамедани.
През 1913 година селото попада в Сърбия. Според Афанасий Селишчев в 1929 година Мало Турчане е село в Големотурчанска община в Горноположкия срез и има 42 къщи със 198 жители българи и албанци.
Според преброяването от 2002 година селото има 1013 жители.
| Националност | Всичко |
| македонци    | 1      |
| албанци      | 1005   |
| турци        | 0      |
| роми         | 0      |
| власи        | 0      |
| сърби        | 0      |
| бошняци      | 0      |
| други        | 7      |